# ロビンソン・クルーソー

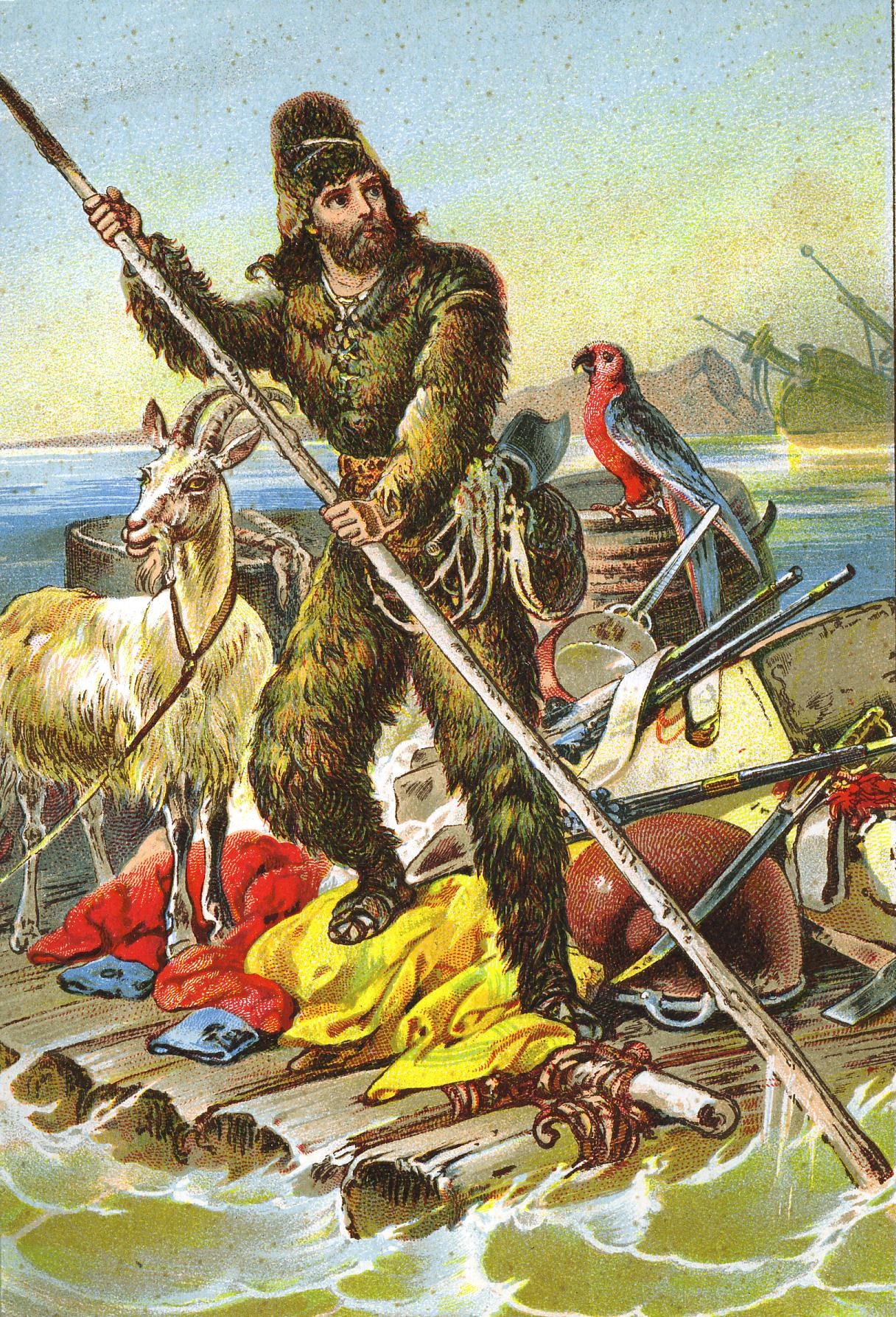
ロビンソン・クルーソー

『ロビンソン・クルーソー』（Robinson Crusoe）は、イギリスの小説家ダニエル・デフォーの小説。主に第1作を指して『ロビンソン漂流記』などともいう。

## 概要
1719年に『ロビンソン・クルーソーの生涯と奇しくも驚くべき冒険』（The Life and Strange Surprising Adventures of Robinson Crusoe）として刊行された。ロビンソン・クルーソーの誕生からはじまり、船乗りになり、無人島に漂着し、独力で生活を築いてゆく。この無人島には時々近隣の島の住民が上陸しており、捕虜の処刑及び食人が行なわれていた。ロビンソンはその捕虜の一人を助け出し、フライデーと名づけて従僕にする。28年間を過ごした後、帰国するまでが描かれている（第1部）。
この小説が好評だったので、さっそく続編（第2部）『ロビンソン・クルーソーのさらなる冒険』（The Farther Adventures of Robinson Crusoe）が刊行された。ロビンソンは再び航海に出て、以前暮らした無人島やインド・中国などを訪れる。日本との交易の話も持ち上がるが、ロビンソン自身は行かずに済ませる。
さらに1720年にロビンソンの第3部『ロビンソン・クルーソーの真面目な省察』（Serious Reflections of Robinson Crusoe）が刊行された。これは冒険物語ではなく宗教などをテーマにした随筆で構成されている。

## あらすじ
ロビンソン・クルーソー（姓はドイツ語の「クロイツナー（Kreutznaer）」が訛ったもの）は、1651年8月、イングランドのキングストン・アポン・ハルから航海に出る。これは、法曹界でのキャリアを望んでいた両親の意に反するものだった。旅は荒れ模様となり、彼の乗る船は嵐で難破するが、それでもクルーソーの海への憧れは消えず、再び航海へ出る。しかし、今度の航海も悲劇に終わる。船はサレの海賊（サレ・ローヴァーズ）に襲われ、クルーソーはムーア人の奴隷となる。2年後、クルーソーは「ジュリ」という少年とともに小舟で脱出し、西アフリカ沖でポルトガル船の船長に救助される。船はブラジルへ向かっていた。クルーソーはジュリを船長に売り、船長の助けを借りてブラジルでプランテーションを手に入れる。
数年後、クルーソーはアフリカで奴隷を購入するための遠征に参加するが、航海中に嵐に遭い、ヴェネズエラ沿岸の島の砂州で座礁する。この島はオリノコ川河口近くにあり、クルーソーは「絶望の島」と名付ける。1659年9月30日、船の乗組員は救命ボートを降ろすが、津波に飲まれ、クルーソーを除く全員が命を落とす。彼はこの島の緯度を北緯9度22分と測定し、ペンギンやアザラシを目にする。クルーソーのほかに、船長の飼い犬と2匹の猫が生き残った。絶望を乗り越えたクルーソーは、次の嵐で船が完全に壊れる前に武器や道具、物資を回収する。そして、洞窟を掘り、柵で囲まれた住居を作る。また、木の十字架に刻み目をつけて暦を作り、島での時間を記録する。長年にわたり、船から回収した道具や自作の道具を使って狩猟をし、大麦や米を栽培し、ブドウを干してレーズンを作り、陶器を作る技術を学び、罠を仕掛け、ヤギを飼育する。さらに、小さなオウムを飼いならす。彼は聖書を読み、信仰心を深め、神に感謝する。「人間社会を除けば、必要なものはすべて揃っている」と考えるようになる。クルーソーは2隻の船を作る。1つは本土への航海を想定した大型の丸木舟だったが、あまりに大きく、海まで運ぶことができなかった。もう1つは小型の船で、これを使って島の沿岸を探検した。
さらに数年が過ぎ、クルーソーは時折島を訪れて捕虜を殺し、食べる人食い族を発見する。これに危機感を抱いた彼は、狩猟に使っていた弾薬（すでに残り少なくなっていた）を節約し、防衛のために温存することにした。また、人食い族が自分の存在に気づいたときに備えて住居を要塞化する。彼は、人食い族が「冒涜的な行為」を行っているとして彼らを殺害しようと計画するが、やがて彼らが自らの行為を罪と認識していないことに気づき、それを行う権利が自分にはないと悟る。ある日、クルーソーはスペインのガレオン船が嵐で島の近くに座礁しているのを発見する。しかし、乗組員はすでに船を放棄しており、救助されるという彼の期待は裏切られる。それでも、無傷のまま残されていた食料や弾薬、さらに船の飼い犬を手に入れ、クルーソーの備蓄はさらに充実する。彼は毎晩、囚われた者を解放し、召使いを1人か2人手に入れる夢を見る。そして、次に人食い族が島を訪れた際、1人の捕虜が脱出すると、クルーソーは彼を助け、新たな仲間として迎え入れる。彼はその男を、出会った曜日にちなんで「フライデー」と名付ける。クルーソーはフライデーに英語を教え、キリスト教に改宗させる。
やがてクルーソーは、以前に発見した座礁したガレオン船の乗組員が本土へ逃れ、フライデーの部族と共に暮らしていることを知る。救助の希望を新たにしたクルーソーは、フライデーの助けを借りて再び丸木舟を作り、本土への航海を計画する。その後、新たに人食い族の一団が島を訪れ、宴を開こうとする。クルーソーとフライデーは彼らの大半を殺し、2人の捕虜を救出する。そのうちの1人はフライデーの父であり、もう1人はスペイン人だった。そのスペイン人は、他のスペイン人たちが本土で難破し、そこに留まっていることをクルーソーに伝える。そこで、スペイン人がフライデーの父と共に本土へ戻り、他の者たちを連れてきて船を建造し、スペイン領の港へ向かうという計画が立てられる。
スペイン人たちが戻る前に、1隻のイギリス船が島に現れる。その船では船員たちが反乱を起こし、船長に忠実な者たちとともに彼を島に置き去りにしようとしていた。クルーソーは船長と取引を交わし、彼と忠実な船員たちが船を奪還できるよう助けることになる。船長は反乱の首謀者を処刑し、残りの反乱者たちはクルーソーの提案を受け入れ、イギリスへ戻って絞首刑にされるよりも島に留まる道を選ぶ。イギリスへ出発する前に、クルーソーは反乱者たちに自分がどのようにこの島で生き延びてきたのかを教え、間もなくスペイン人たちがここに来ることを伝える。
クルーソーは1686年12月19日に島を出発し、1687年6月11日にイギリスへ到着する。彼は家族が自分を死んだものと考えていたことを知り、そのため父の遺言では何も相続できなかった。クルーソーはブラジルの自らの農園の利益を回収するため、リスボンへ向かう。そこで彼は莫大な富を手に入れる。最後に、彼は海を避けるため、ポルトガルから陸路でイギリスへ財産を運ぶ。フライデーも彼に同行し、道中、ピレネー山脈を越える際に飢えたオオカミの群れと戦うという最後の冒険を共にする。

## 実在のモデル
ロビンソン・クルーソーは架空の人物である。しかし、実際に無人島で生活した経験を持つスコットランドの航海長アレキサンダー・セルカーク(Alexander Selkirk) の漂流記での実話、17~18世紀に広く出回っていた数々の航海誌等をモデルにしていたとされる。
1704年10月、航海長をしていたセルカークは、船長との争いが元でマス・ア・ティエラ島に取り残された。マス・ア・ティエラ島は、チリの沖合に浮かぶ全長約20km×幅約5kmの島でファン・フェルナンデス諸島では最も大きい島である。セルカークは4年4ヶ月の間、このマス・ア・ティエラ島で自給自足生活をし、1709年2月にイングランドの私掠船長ウッズ・ロジャーズに救出された。
セルカークの特異な体験談はロジャーズの航海記で紹介されて、それをロンドンのジャーナリスト、リチャード・スティールが1713年に新聞で紹介した。この話からヒントを得たダニエル・デフォーが、ロビンソン・クルーソーの物語として1719年に初版を出した。初版本では著者名はなく、あたかもロビンソン・クルーソー自身の航海記であるかのような形式をとっていた。
1966年にマス・ア・ティエラ島はロビンソン・クルーソー島と改名され、今では約600人が住む島になっているが、実際にセルカークがこの島のどこで生活をしていたのか、具体的な事は全く分かっていなかった。
1992年に日本人探検家の髙橋大輔がこの島の調査を始め、実際に現地で自給自足生活を試みるなどしてセルカークの足跡を追った。2001年に髙橋はセルカークの住居跡と思われる場所を発見した。2005年1月-2月に考古学者を含む調査隊を率い発掘調査を行った。髙橋が最初に住居跡と思っていた所は、セルカークの年代より新しいスペイン人の作った火薬庫の跡だったが、その下からセルカークの年代の焚き火や柱の跡が見つかった。そして土の中から16ミリの金属片を掘り当て、当時の航海用の器具（ディバイダー）の先端部と一致したことが決め手となった。調査結果は2005年9月15日に世界中で同時に発表された。
しかし物語は、幾つもの海賊の物語に影響されて作られた物でありセルカークをモデルにしたものではないとする見解もある。

## 正式なタイトル
初版のタイトルは、正式には「ヨークの船乗りロビンソン・クルーソーの生涯と奇妙で驚くべき冒険：彼はアメリカの海岸、大河オロノコ川の河口近くにある無人島で、たった一人で28年間生き延びた；難破によって岸に打ち上げられ、乗組員は彼を除いて全員命を落とした。そして、最終的には海賊によって驚くべき方法で救出された。」（The Life and Strange Surprizing Adventures of Robinson Crusoe, of York, Mariner:Who lived Eight and Twenty Years, all alone in an un‐inhabited Island on the Coast of America, near the Mouth of the Great River of Oroonoque;Having been cast on Shore by Shipwreck, wherein all the Men perished but himself. With An Account how he was at last as strangely deliver’d by Pyrates）である。
また「本人自筆による」（Written by Himself）と、あたかも主人公ロビンソン・クルーソー自身が執筆したかのように仮装されている。

## 受容
この作品は経済学的な視点からも注目を集めてきた。カール・マルクスは『資本論』の中でロビンソンを引き合いに出して論じており、シルビオ・ゲゼルは主要著書『自然的経済秩序』の中で独自のロビンソン・クルーソー物語を紡ぎ出している。また、マックス・ウェーバーは『プロテスタンティズムの倫理と資本主義の精神』の中でロビンソン物語を取上げ、主人公の中に合理主義的なプロテスタントの倫理観を読み取っている。経済学者大塚久雄も『社会科学の方法』『社会科学における人間』（ともに岩波新書）などで、ロビンソンが簿記をつけ始めることなど新興のイギリス中産階級の勤勉で信仰心に篤い起業家の姿を投影していると力説している。
同時代の文人ジョナサン・スウィフトが代表作『ガリヴァー旅行記』を執筆したのも、本作の影響が大きいと言われている。
同書は単なるキリスト教的な倫理ではなく、キリスト教書籍としても評価されている。
日本での最初期の刊行紹介は、幕末に黒田麹廬、横山保三、斎藤了庵によりオランダ語訳書から重訳されている。黒田訳は『漂荒紀事』の題で嘉永3年（1850年）までに訳され写本の形で流布、横山訳は安政4年（1857年）9月に川上冬崖の色刷木版挿絵をつけて『魯敏遜漂行紀略』として自費出版され、斎藤訳は明治5年（1872年）に『魯敏遜全伝』という題で刊行された。子供向けの冒険物語として編集されたダイジェスト版で親しんでいる読者も数多い。

## 主な日本語訳
増田義郎訳など一部の訳書は、原書にはない独自の章、改行、約物の追加などを行っている。
- 平田禿木訳 『ロビンソン・クルーソー』 外語研究社（初等訳註全集第1巻）、1937年。第1部
- 野上豊一郎訳 『ロビンソン・クルーソー』 岩波文庫（4巻）、1946年-1950年。第1部・第2部を収録
- 吉田健一訳 『ロビンソン漂流記』 新潮文庫、1951年、のち改版2013年。第1部
- 阿部知二訳 『ロビンソン・クルーソー』 岩波少年文庫、1952年。第1部抄訳 - 挿絵作者不詳
- 平井正穂訳 『ロビンソン・クルーソー』 岩波文庫（上下）、1967-1971年、のち改版2012年。第1部・第2部を収録
- 能島武文訳 『ロビンソン・クルーソー』 角川文庫、1967年。第1部
- 坂井晴彦訳 『ロビンソン・クルーソー』 （福音館書店〈福音館古典童話シリーズ〉、1975年）、福音館文庫、2003年。第1部抄訳 - ベルナール・ピカール画
- 山本和平訳 『ロビンソン・クルーソー』 「世界文学全集13」講談社、1978年。第1部・第2部・第3部抄訳を収録。
- 鈴木建三訳 『ロビンソン・クルーソー』 集英社文庫、1995年。第1部（コメント：荒川じんぺい）
- 海保眞夫、原田範行共訳 『ロビンソン・クルーソー』 岩波少年文庫、2004年。第1部抄訳 - ウォルター・パジェット画
- 増田義郎訳 『完訳 ロビンソン・クルーソー』 中央公論新社、2007年、中公文庫、2010年10月。第1部 - 挿絵作者不詳
- 武田将明訳 『ロビンソン・クルーソー』 河出文庫、2011年9月。第1部 - ウォルター・パジェット画
- 唐戸信嘉訳 『ロビンソン・クルーソー』 光文社古典新訳文庫、2018年8月。第1部
- 鈴木恵訳 『ロビンソン・クルーソー』 新潮文庫、2019年7月。第1部

## 派生作品
- クルーソー (ドラマ)：2008年に制作されたドラマ。
- ロビンソンクルーソー　無人島の冒険：学研制作のアニメ。
- ロビンソン・クルーソー (映画)：2016年制作のＣＧアニメ映画。ベルギーとフランスの合作。
- スイスのロビンソン：当作品を基にした家族が漂流する物語と、これを映像化したもの。
  - スイスファミリーロビンソン：映画。
  - ロビンソン一家漂流記：ドラマ。
  - 家族ロビンソン漂流記 ふしぎな島のフローネ：ＴＶアニメ。